# Hierocrobyla
Hierocrobyla is een geslacht van vlinders van de familie sneeuwmotten (Lyonetiidae).

## Soorten
- H. lophocera Turner, 1923
- H. orthopyrrha Meyrick, 1915
- H. sporodectis Meyrick, 1915